# Azra Kolaković

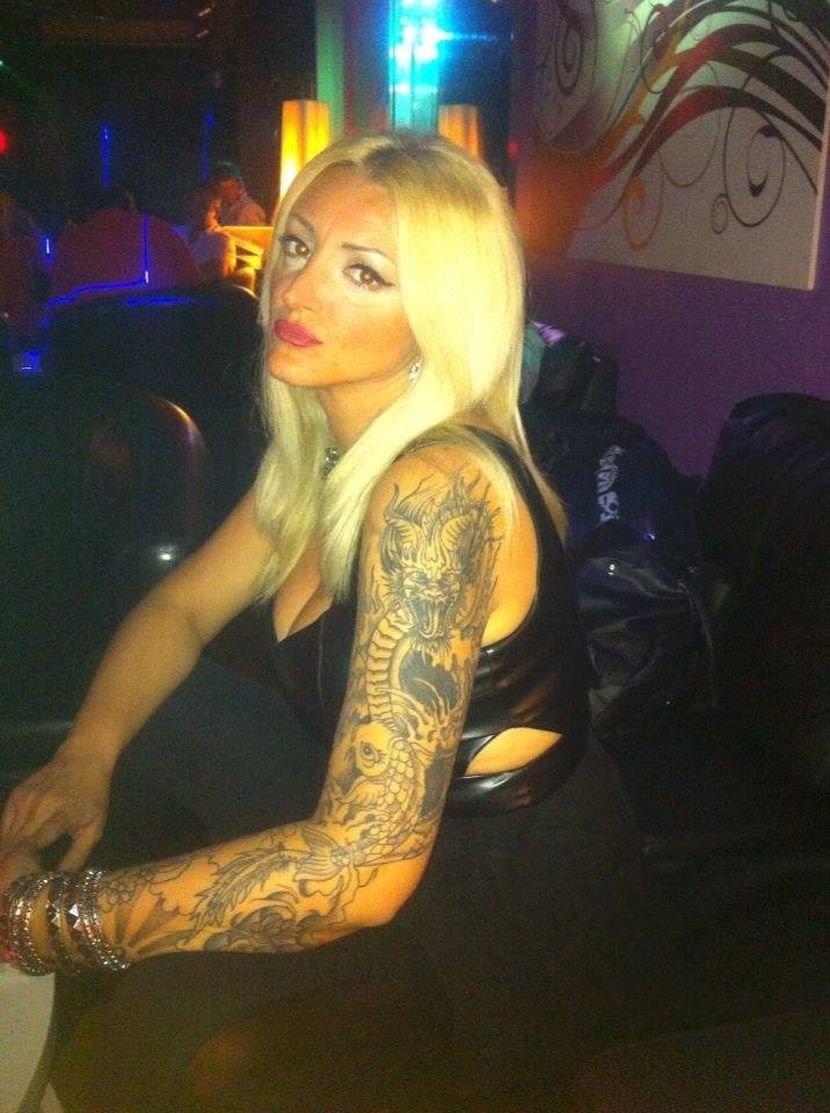
Azra Kolaković, 2012

Azra Kolaković (* 1. Januar 1977 in Bihać; † 2. Oktober 2017 ebenda), Künstlername Donna Ares, war eine bosnische Turbo-Folk-Sängerin. Sie war auf dem Westbalkan populär.

## Leben
Beide Eltern waren Musiker. Ihre Mutter gab Klavierstunden an einer Musikschule und ihr Vater war ein ehemaliger Pop-Rock-Gitarrist.
Als Kind trat sie auf Kinderfestivalen auf und seit dem 14. Lebensjahr war sie als Sängerin Teil der Rockgruppe "Camino Verde", die in lokalen Diskotheken spielte. Mit 16 Jahren schrieb sie ihre ersten Texte und nahm ihr erstes Lied auf. Sie machte einen Abschluss an einer Musikschule und studierte Englisch.
Nach einer langen von Gewichtsverlust und Müdigkeit geprägten Phase wurde bei Kolaković im Oktober 2014 ein Uteruskarzinom diagnostiziert. Sie wurde zur Behandlung in ein Krankenhaus nach Sarajevo verlegt. Am 2. Oktober 2017 erlag sie in ihrer Heimatstadt Bihać ihrem Krebsleiden.

## Karriere
1997 trat sie das erste Mal unter ihrem Künstlernamen Donna Ares auf. Im gleichen Jahr hatte sie großen Erfolg auf dem Bihać-Festival in Bosnien mit ihrem Lied Kazna (Strafe). 1998 nahm sie im Sunny-Studio in Duisburg ihr erstes Album Ti me više ne voliš (Du liebst mich nicht mehr) auf.
Nach zwei Jahren erschien das Album Donna Live 2000, auf dem sie alte Folk-Hits coverte. Auf diesem Album befinden sich auch Evergreens wie Woman in love oder I'm so excited. 2003 erschien Donna Mix III, wieder mit Covers bekannter Folksongs wie Moj dilbere und Bilo Cija, aber auch einem neuen Song Pjesmo Moja. Des Weiteren befindet sich auf diesem Album ein Duett mit Kemal Malovčić.
1999 schrieb sie den Text für das Duett Sviraj nešto narodno mit Halid Bešlić.

## Diskografie

### Alben
- 1998: Ti me više ne voliš
- 2001: Čuvaj se dušo
- 2004: Jackpot
- 2006: Nemam razloga za strah
- 2009: Fantastična
- 2011: Povratka nema

### Live-Alben
- 2000: Live
- 2001: Live Mix 2
- 2003: Live Mix 3

### Singles (Auswahl)
- 2001: Prokleta Je Amerika
- 2001: Kćeri Moja
- 2001: Cajorije Sukarije
- 2003: Sviraj Nesto Narodno (mit Halid Bešlić)
- 2004: To Mi Nije Trebalo
- 2004: Ubila Me Tvoja Nevjera
- 2006: Idi Idi Moja Vilo
- 2014: Suze Moje Plaču Za Oboje